# Sette uomini da uccidere
Sette uomini da uccidere (Seven) è un film statunitense del 1979 diretto da Andy Sidaris.

## Trama
Sull'isola dell'Hawaii, una dinamica organizzazione criminale gestita da sette boss del crimine vuole far fuori i suoi leader politici, per impadronirsi del 50º Stato e saccheggiare la terra. Sebbene ciò possa essere vero, il governo si vendicherà presto convocando il loro agente segreto Drew Sevano, che, a sua volta raduna un esercito equipaggiato e composto da altri sei agenti segreti; tutti assegnati saranno il loro obiettivo prescelto.